# Сибіті
Сибі́ти (фр. Sibiti) — місто в Республіці Конго, центр департаменту Лекуму. Розташоване на висоті 450 метрів над рівнем моря. Населення на 2010 рік - 22 380 осіб . У Сибіті знаходиться аеропорт.
Середньорічна температура повітря - 24,6 °С . Річна сума опадів - 1505 мм . Найбільша їх кількість випадає з листопада по грудень, найменше - з червня по серпень. Середньорічна швидкість вітру - 2,6 м/с .